# Andreas Dumrauf
Andreas Dumrauf (* 29. Dezember 1888 in Kirchschletten; † 23. Januar 1955 in Bamberg) war ein deutscher Ringer.

## Biografie
Andreas Dumrauf verlor bei den Olympischen Sommerspielen 1912 in der Leichtgewichtsklasse im griechisch-römischen Stil seine ersten beiden Kämpfe und schied somit vorzeitig aus.
Nach dem Zweiten Weltkrieg wurde Dumrauf Trainer beim SV Germania Weingarten. Von Beruf war er Bäcker.